# Sophie Letourneur
Pour les articles homonymes, voir Letourneur.
Sophie Letourneur est une réalisatrice, scénariste et actrice française née en 1978.

## Biographie

### Formation
Après des études à l'école Duperré puis à l'École nationale supérieure des arts décoratifs — où elle signe trois films —, Sophie Letourneur réalise des vidéos expérimentales, installations, documentaires, ainsi qu'un court-métrage en super 8.
Son premier court-métrage La tête dans le vide voit le jour en 2004, suivi de Manue Bolonaise en 2005, d'un moyen-métrage en 2007 Roc & Canyon, et de deux autres en 2011 et 2012.
Elle parvient à tourner son premier long-métrage La Vie au ranch au cours de l'année 2008 bien que l'avance sur recettes du CNC lui soit refusée à deux reprises. Il remporte le prix du public et le prix du film français au festival du film - Entrevues à Belfort en 2009,,.

### Longs-métrages
En 2011, elle présente Le Marin masqué au festival de Locarno pour lequel elle est récompensée de deux prix et cinq nominations dont le prix Eurock One+One pour l'esprit musical à Belfort. Il est également primé Grand Prix du jury, le Prix de la jeunesse et le Prix de la presse au festival Côté court de Pantin.
En 2012, elle sort Schengen et en mars 2013 sort Les Coquillettes. Le film figure au programme du même festival en 2012.
En 2014, son long-métrage Gaby Baby Doll se place dans le palmarès français avec dans son casting Lolita Chammah, Benjamin Biolay et Felix Moati.
En 2016, le dossier pédagogique du CNC intitutlé « Nouvelles vagues » est constitué de son court-métrage La Tête dans le vide aux côtés des œuvres de Jean-Luc Godard, Jean Rouch, Louis Garrel et Valérie Donzelli.

### Le retour
Tourné en 2019 et sorti en 2020, Énorme obtient le prix Jean-Vigo avec Marina Foïs et Jonathan Cohen en contant les chamboulement de la grossesse « dans les corps et l'équilibre d'un couple ».
En 2021, elle crée sa société de production Tourne Films.
En 2023, elle propose Voyages en Italie avec Philippe Katerine, un film qui relève de l'auto-fiction burlesque,.
En 2024, elle participe au jury de la Queer Palm au festival de Cannes.

## Filmographie

### Courts et moyens métrages
- 2004 : La Tête dans le vide
- 2005 : Manue bolonaise
- 2007 : Roc & Canyon
- 2011 : Le Marin masqué

### Longs métrages
- 2010 : La Vie au ranch
- 2013 : Les Coquillettes
- 2014 : Gaby Baby Doll
- 2020 : Énorme
- 2023 : Voyages en Italie
- 2025 : L'Aventura

## Distinctions
- Prix du public et prix du film français au Festival Entrevues en 2009 pour La Vie au ranch
- Grand Prix du jury, Prix de la jeunesse et Prix de la presse au festival Côté court de Pantin en 2011 pour Le Marin masqué
- Prix Fujifilm/uniFrance Films au festival Tous Courts d'Aix-en-Provence en 2011 pour Le Marin masqué
- Prix Eurock One+One au Festival Entrevues en 2011 pour Le Marin masqué